# جک برابام
 جک برابام  (انگلیسی: Jack Brabham؛ ۲ آوریل ۱۹۲۶- ۱۹می ۲۰۱۴) یک اتوموبیل‌ران فرمول ۱ اهل استرالیا بود.